# شينوبي نوبوناغا
شينوبي نوبوناغا (باليابانية: 信長の忍び، بالروماجي: Nobunaga no Shinobi) هي سلسلة مانغا من تأليف ناوكي شيغينو، نشرت من قبل هاكسينشا في مجلة Young Animal، منذ عام 2008. أنتجت إلى مسلسل أنمي تلفزيوني من قبل استوديو طوكيو موفي شينشا، وأخراج أكيتارو دايتشي، عرض الأنمي في 4 أكتوبر عام 2016 واستمر عرضه حتى 29 سبتمبر عام 2017. عرض الموسم الثاني للأنمي في 8 أبريل عام 2017 واستمر عرضه 29 سبتمبر عام 2017. عرض الموسم الثالث 6 أبريل عام 2018 واستمر عرضه حتى 28 سبتمبر عام 2018.

## القصة
تدور أحداث القصة عن شينوبي خيالي يُدعى تشيدوري يساعد الجنرال الياباني أودا نوبوناغا في رحلته نحو توحيد اليابان، حتى يتمكن من إحلال السلام على الأرض.

## الشخصيات
تشيدوري (باليابانية: 千鳥، بالروماجي: Chidori)
مؤدية الصوت: إينوري ميناسي
أودا نوبوناغا (باليابانية: 織田信長، بالروماجي: Oda Nobunaga)
مؤدي الصوت: واتارو هاتانو
سوكيزو (باليابانية: 助蔵، بالروماجي: Sukezou)
مؤدي الصوت: أيومو موراسي
كيتشو (باليابانية: 帰蝶، بالروماجي: kicho)
مؤدية الصوت: تشياكي تاكاهاشي
كينوشيتا هيديوشي (باليابانية: 木下秀吉، بالروماجي: Kinoshita Hideyoshi)
مؤدي الصوت: كابي ياماغوتشي
نيني (باليابانية: ねね، بالروماجي: Nene)
مؤدية الصوت: ريي كوغيميا
أوتشي كاتا (باليابانية: お市の方، بالروماجي: Oichi no kata)
مؤدية الصوت: سوزوكو ميموري
نوري يوشيناري (باليابانية: 森可成 ، بالروماجي: Mori Yoshinari)
مؤدي الصوت: توموكازو سيكي
هونغانجي كينيو (باليابانية: 本願寺顕如، بالروماجي: Honganji Kennyo)
مؤدي الصوت: ريوتارو أوكيايو
نيوشوني (باليابانية: 如春尼، بالروماجي: Nyoshunni)
مؤدية الصوت: أياني ساكورا
موتشيزوكي تشيومي (باليابانية: 望月千代女، بالروماجي: Mochizuki Chiyome)
مؤدي الصوت: أتسومي تانيزاكي
أشيكاغا يوشياكي 足利義昭 (Ashikaga Yoshiaki)
مؤدي الصوت: واتارو تاكاغي
هاتشيسوكا كوروكو (باليابانية: 蜂須賀小六، بالروماجي: Hachisuka Koroku)
مؤدي الصوت: نوبويوكي هياما
آكيتشي ميتسوهيدي (باليابانية: 明智光秀، بالروماجي: Akechi Mitsuhide)
مؤدي الصوت: شينوسكي تاتشيبانا
توكوغاوا موتوياسو (باليابانية: 松平元康، بالروماجي: Tokugawa Ieyasu)
مؤدي الصوت: ريوتارو أوكيايو
ماتسوناغا هيساهيبي (باليابانية: 松永久秀، بالروماجي: Matsunaga Hisahide)
مؤدي الصوت: كازوهيكو إينوي

## وصلات خارجية
- موقع الأنمي الرسمي باللغة اليابانية